# Vallerstad
Vallerstad är kyrkbyn i Vallerstads socken i Mjölby kommun i Östergötlands län. Orten ligger fem kilometer nordost om Skänninge. 
I orten ligger Vallerstads kyrka.